# Braunsdorf (Auma-Weidatal)
Braunsdorf war eine Gemeinde im Landkreis Greiz in Thüringen. Am 1. Dezember 2011 wurde sie ein Teil der Landgemeinde Stadt Auma-Weidatal.

## Geographie
Braunsdorf liegt in der Nähe von Auma, am Nordrand des Thüringer Schiefergebirges.
Zu Braunsdorf gehörte der Ortsteil Tischendorf. Angrenzende Gemeinden sind Harth-Pöllnitz im Landkreis Greiz sowie Mittelpöllnitz und die Stadt Triptis im Saale-Orla-Kreis.

## Geschichte
Braunsdorf wurde am 8. Januar 1441 erstmals urkundlich erwähnt. Der Ortsname entstand aus dem Namen Bruno, wie einige Pröpste des Klosters Mildenfurth hießen.
Auf einer Insel des ehemaligen Gutsteiches im nordöstlichen Ort stand eine Wasserburg der Herren von Pöllnitz. Sie wurde wohl erst im 16. Jahrhundert quadratisch mit vier Ecktürmen erbaut. Reste der Anlage zeugen noch von der Wasserburg. Im Laufe der Zeit wechselten die Besitzer oft. Familie Seydewitz wurde 1945 entsprechend der Potsdamer Vereinbarungen enteignet. Das Schloss wurde bis auf den Eckturm abgerissen, Basis war der berüchtigte Befehl 209 der SMAD.
Bis zum 3. Januar 1996 war Braunsdorf ein Mitglied der Verwaltungsgemeinschaft Weidatal, danach gehörte die Gemeinde zur Verwaltungsgemeinschaft Auma-Weidatal. Am 1. Dezember 2011 schlossen sich die Stadt Auma und die Gemeinden Braunsdorf, Göhren-Döhlen, Staitz und Wiebelsdorf zur Landgemeinde Stadt Auma-Weidatal zusammen.

### Einwohnerentwicklung
Entwicklung der Einwohnerzahl (Stand jeweils 31. Dezember):
| - 1994: 273 - 1995: 260 - 1996: 276 - 1997: 274 - 1998: 276 - 1999: 278 | - 2000: 277 - 2001: 275 - 2002: 269 - 2003: 269 - 2004: 259 - 2005: 247 | - 2006: 244 - 2007: 243 - 2008: 237 - 2009: 233 - 2010: 230 |

 Datenquelle: Thüringer Landesamt für Statistik